# Sebastes moseri
Sebastes moseri är en fiskart som beskrevs av Eitner, 1999. Sebastes moseri ingår i släktet Sebastes och familjen kungsfiskar. Inga underarter finns listade i Catalogue of Life.